# Pataya

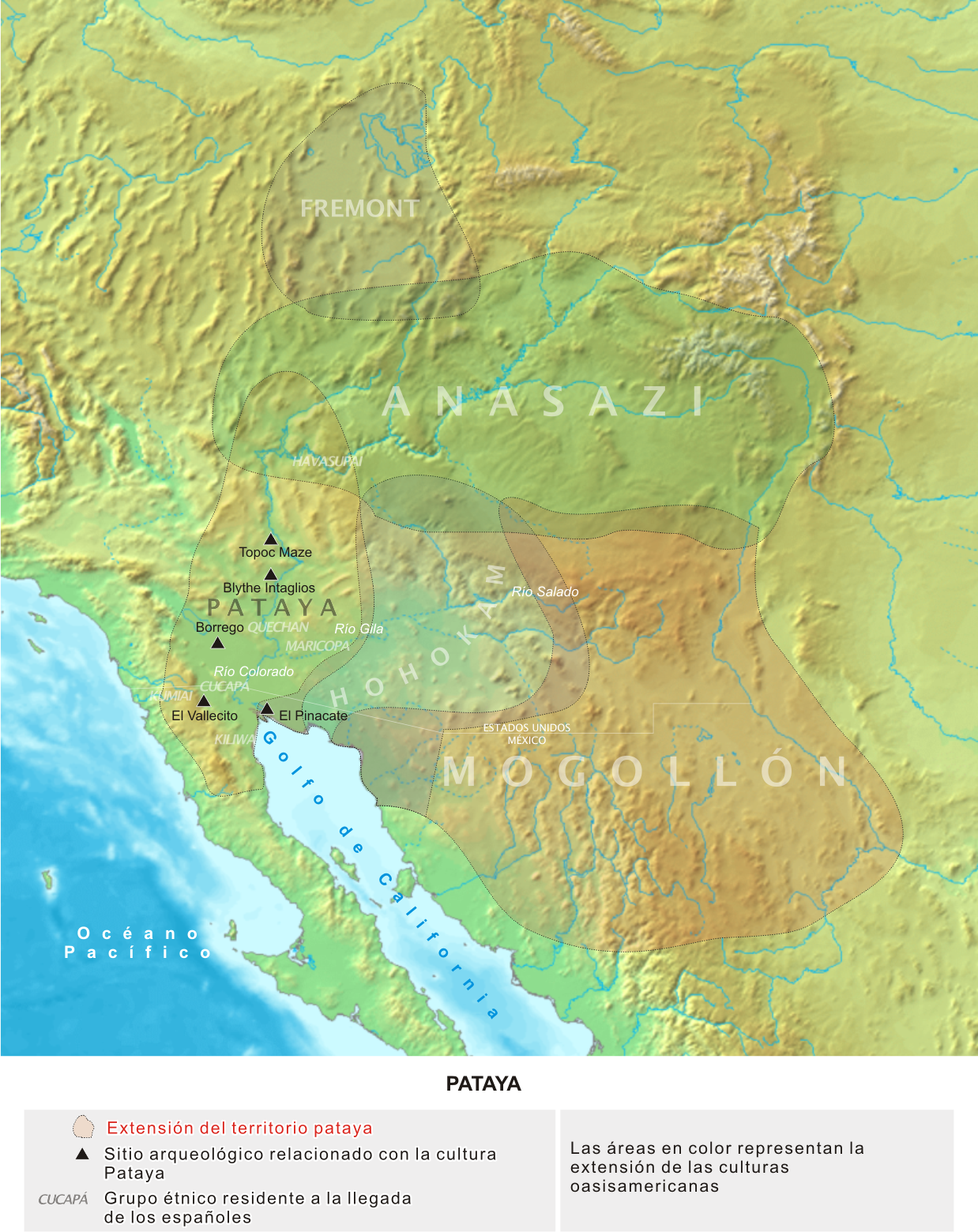
Localización de la cultura patayana.

Pataya es un término utilizado por arqueólogos para describir culturas indígenas prehistóricas e históricas que habitaban partes de lo que ahora es el estado de Arizona, hasta el Lago Cahuilla en California en el oeste, y en Baja California, entre los años 700-1550 d. C. Este territorio incluía zonas a la orilla del río Gila, el río Colorado y en la parte inferior de la valle del río Colorado, las cercanas tierras altas y al norte hasta las proximidades del Gran Cañón.

## Vecinos culturales
A veces se le conoce a la cultura patayana como la Cultura hakataya. Sus vecinos culturales más cercanos eran los Hohokam en la parte central y oriental de Arizona. Los pueblos yumanos históricos de esta región eran hábiles guerreros y comerciantes activos que mantenían redes de intercambio de mercancías con los Pima alto en el sur de Arizona y con los pueblos de la costa pacífica de California.

## Arqueología
El nombre "Pataya" viene del idioma quechan y quiere decir "pueblo antiguo." No obstante, se ha propuesto términos alternativos para referirse al grupo cultural, ya que el registro arqueológico de los pataya es poco conocido. El arqueólogo Malcolm Rogers fue el primero en identificar los Pataya, publicando una definición y cronología del grupo cultural en 1945. Sus registros agrimensurales identificaron a cientos de sitios arqueológicos en el desierto. El duro ambiente limita la cantidad de trabajo del campo arqueológico en curso en el área y no hay muchos restos que encontrar. Parece que la mayoría de los pataya eran altamente móviles y que no construyeron estructuras muy grandes ni acumularon un gran número de posesiones. Además, es posible que algunos sitios patayanos fueron destruidos por inundaciones en los valles fluviales donde algunos de ellos cultivaban cosechas.
Restos arqueológicos significantes de las culturas patayanas aparecen alrededor del año 875 d. C. y muchas características culturales permanecían hasta los tiempos históricos. Es posible que la cultura patayana surgió originalmente a las orillas del río Colorado, extendiéndose desde el área cerca de la actual ciudad de Kingman, hacia el noreste hasta el Gran Cañón. Parece que este pueblo practicaba la agricultura en tierras de aluvión, conclusión basada en el descubrimiento de manos y metates usados para procesar la maíz en estas zonas. Se han encontrado puntos de piedra y otras herramientas para la caza y para la preparación de pieles, lo cual sugiere una economía basada tanto en la agricultura como en la caza y recolección.
Los primeros sitios patayanos contienen casas-pozo (cabañas subterráneas) poco profundas o casas largas en la superficie, las cuales consisten en una serie de habitaciones organizadas en forma lineal. Estas casas tenían una habitación-pozo al extremo oriental, quizá para el almacenamiento o actividades ceremoniales. Los sitios más recientes eran menos definidos y muestran grupos sueltos de casas de tipos variados.

## Cultura y arte
Los pataya hacían canastas y ollas. Aparentemente la cerámica no se adoptó hasta 700 d. C. La cerámica pataya consiste primariamente de cerámica sencilla, asemejada visualmente a la cerámica 'Alma Plain' de la cultura mogollón. Sin embargo, estas ollas las hicieron con el mismo método que usaban los hohokam. Esto sugiere que los primeros habitantes de este territorio fueron influidos por los hohokam. La cerámica pataya de las tierras bajas está hecha de arcillas fluviales finas de color de ante, mientras que la cerámica pataya de las tierras altas es más gruesa y de color café. Parece que la cerámica pintada fue fuertemente influida por las culturas vecinas.